# Brauerei Zehendner

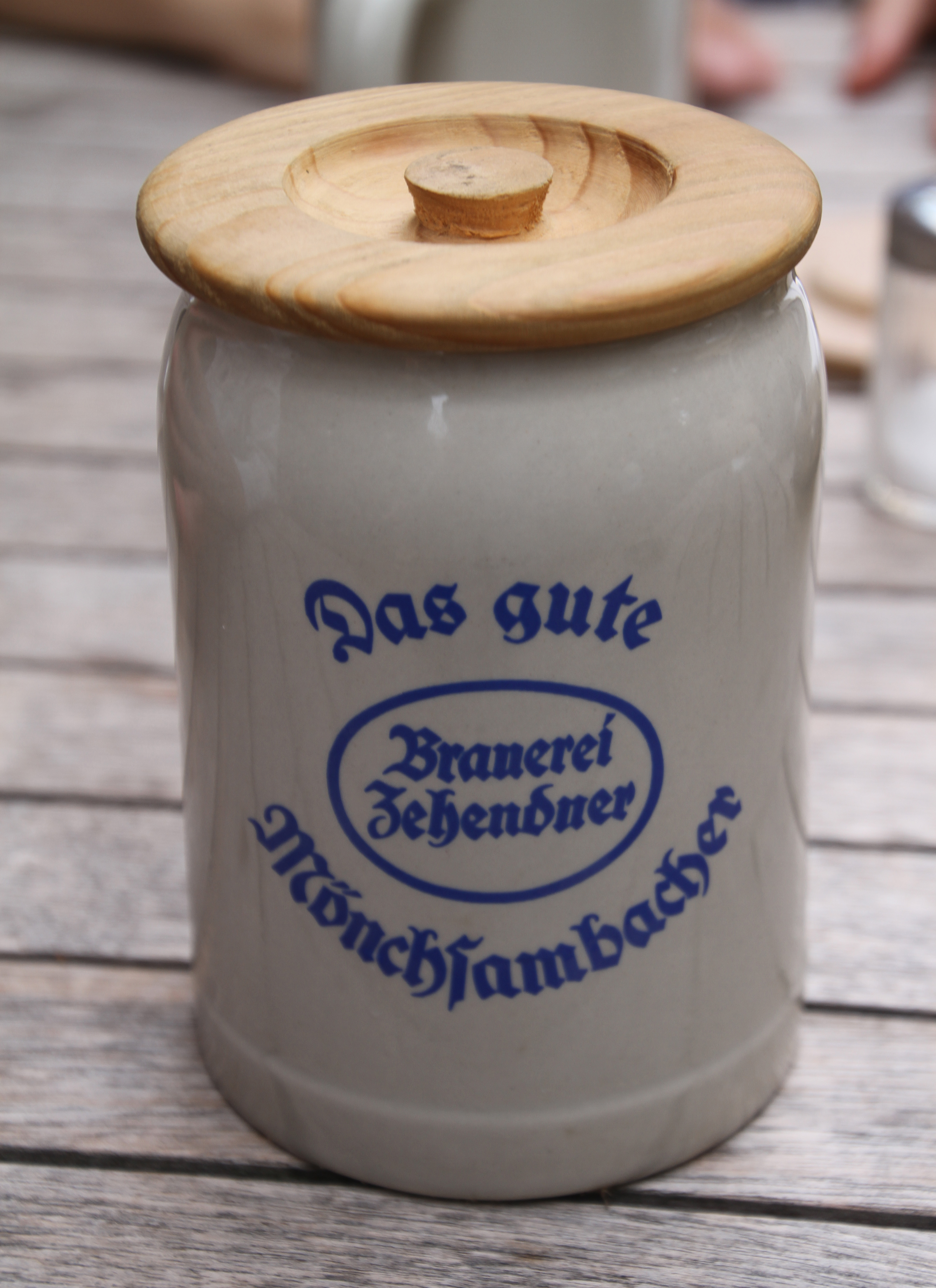

Die Brauerei Zehendner GmbH ist eine Brauerei in Burgebrach-Mönchsambach im oberfränkischen Landkreis Bamberg. Der Ausstoß pro Jahr beträgt 6000 Hektoliter. Die Brauerei wurde 1808 gegründet, seit 1938 ist sie im Besitz der Familie Zehendner. Zur Brauerei gehört eine Gaststätte mit Biergarten.
In der Braustätte werden Export-Bier, ungespundetes Lagerbier, Hefeweizen und saisonal Maibock (ab Ende April) sowie Weihnachtsbock (ab dem dritten Adventswochenende) hergestellt. Alle Biersorten werden in Flaschen abgefüllt. Das Lagerbier gibt es zudem in Fässern à 15, 20 und 30 Liter. In mehreren Gaststätten im Radius von 20 Kilometern um die Brauerei wird das Bier der Brauerei Zehendner ausgeschenkt.